# Adidas International 2003
Adidas International 2003 - чоловічий і жіночий тенісний турнір, що проходив на відкритих кортах з твердим покриттям NSW Tennis Centre у Сіднеї (Австралія). Належав до серії International в рамках Туру ATP 2003, а також до серії Tier II в рамках Туру WTA 2003. Тривав з 5 до 12 січня 2003 року. Лі Хьон Тхек і Кім Клейстерс здобули титул в одиночному розряді.

## Фінальна частина

### Одиночний розряд, чоловіки
Лі Хьон Тхек —  Хуан Карлос Ферреро 4–6, 7–6(8–6), 7–6(7–4)
- Для Лі це був 1-й титул за рік і 1-й — за кар'єру.

### Одиночний розряд, жінки
Кім Клейстерс —  Ліндсі Девенпорт 6–4, 6–3
- Для Клейстерс це був 1-й титул за рік і 15-й — за кар'єру.

### Парний розряд, чоловіки
Пол Генлі /  Натан Гілі —  Магеш Бгупаті /  Джошуа Ігл 7–6(7–3), 6–4
- Для Генлі це був 1-й титул за рік і 2-й - за кар'єру. Для Гілі це був єдиний титул за сезон і 2-й - за кар'єру.

### Парний розряд, жінки
Кім Клейстерс /  Ай Суґіяма —  Кончіта Мартінес /  Ренне Стаббс 6–3, 6–3
- Для Клейстерс це був 2-й титул за сезон і 16-й — за кар'єру. Для Суґіями це був 1-й титул за рік і 25-й — за кар'єру.